# Masdar
Masdar (em árabe: مصدر; romaniz.: maṣdar; lit. "recurso") é uma cidade planejada que está sendo construída no Emirado de Abu Dabi, nos Emirados Árabes Unidos. Sua principal característica é a sustentabilidade, incluindo a meta de tornar-se neutra de CO2. A cidade sediará uma universidade, a Masdar Institute of Science and Technology e várias empresas. Estão envolvidos em sua construção entidades como Massachusetts Institute of Technology, General Electric, BP, Royal Dutch Shell, Mitsubishi, Rolls-Royce, Total S.A., Mitsui, Fiat e Conergy, esta última envolvida especialmente na construção de uma estação de captação de energia solar com potência de 40 MW. O edifício central da cidade foi concebido pela firma de arquitetura Adrian Smith + Gordon Gill Architecture.Ela empregará apenas energias renováveis, reutilizará todo o lixo, terá apenas transporte público (movido a eletricidade) e neutralizará toda sua emissão de gás carbônico.